# Crosbycus dasycnemus
Crosbycus dasycnemus is een hooiwagen uit de familie Ceratolasmatidae.